# Kazuo Abe
Kazuo Abe (jap. 阿部一男 Abe Kazuo; ur. 7 kwietnia 1935 w prefekturze Niigata) – japoński zapaśnik walczący w stylu wolnym. Olimpijczyk z Rzymu 1960, gdzie zajął ósme miejsce w kategorii 67 kg.

## Kariera sportowa
Brązowy medalista mistrzostw świata w 1957; czwarty w 1961; piąty w 1962. Mistrz igrzysk azjatyckich w 1962 i drugi w 1958 roku.